# Massimo Inguscio

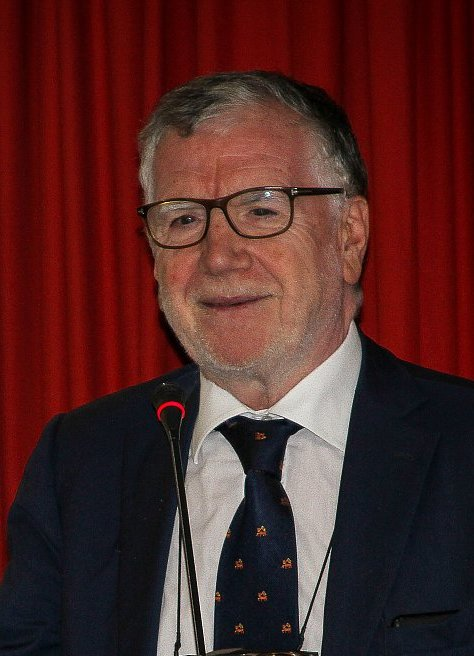
Massimo Inguscio, 2019

Massimo Inguscio (* 26. Januar 1950 in Lecce) ist ein italienischer Physiker, Professor an der Universität Florenz. Von 2016 bis 2021 war er Präsident der Consiglio Nazionale delle Ricerche (dt. Nationaler Forschungsrat). Zu seinen Forschungsgebieten gehören die Atomphysik, Molekülphysik, Quantenoptik, hochpräzise Spektroskopie und Bose-Einstein-Kondensate (BEC).
Inguscio erhielt 1972 sein Physik-Diplom (Laurea) von der Universität Pisa (cum laude) und wurde 1976 an der Scuola Normale Superiore in Pisa cum laude promoviert. Er war Gastwissenschaftler an der University of Colorado in Boulder, am Collège de France und am Max-Planck-Institut für Quantenoptik. Seit 1991 ist er Professor für Physik an der Universität Florenz. Er ist dort am European Laboratory of Nonlinear Spectroscopy (LENS).
Inguscio entwickelte neue experimentelle Verfahren für BEC und war der Erste in Italien der BEC mit Rubidium-Atomgas herstellte. Er entwickelte dazu Sympathetische Kühlung für verschiedene Atomsorten und erzeugte die erste BEC mit Kalium-Atomen. Er studierte ultrakalte Atome in Optischen Gittern der Quantenoptik und demonstrierte dessen Verwendung als hochgenauer Sensor für Kräfte. Außerdem verwendete er Optische Gitter um analoge festkörperphysikalische Probleme damit zu simulieren, insbesondere Anderson-Lokalisierung, also die Untersuchung von Unordnung.
Früher untersuchte er auch die Quantenelektrodynamik am Helium-Atom in Präzisionsexperimenten und überprüfte das Symmetrisierungspostulat für Teilchen mit Spin 0.
Er ist Mitglied der Academia Europaea (2012), des Istituto Lombardo und der Accademia dei Lincei (2008) und Fellow der American Physical Society (2006) und der Optical Society of America (2002). 2005 erhielt er den Grand Prix Scientifique der Académie des Sciences und des Institut de France (Fondation Simon e Cino del Duca), 2004 den Premio Enrico Fermi, 2004 einen Humboldt-Forschungspreis und 1995 den Preis für Laser-Optronik der Italienischen Physikalischen Gesellschaft. 2009 erhielt er einen Advanced Grant des European Research Council. Für 2014 wurde ihm der Herbert-Walther-Preis zugesprochen, für 2020 die Matteucci-Medaille.

## Schriften
- mit E. Arimondo, P. Violino Experimental determinations of the hyperfine structure in the alkali atoms, Rev. Mod. Phys., Band 49, 1977, S. 31–75
- Herausgeber mit C. E. Wieman, S. Stringari Bose Einstein Condensates in atomic gases, Int. School of Physics Enrico Fermi, Varenna 1998, IOS Press 1999
- Herausgeber mit W. Ketterle, C. Salomon Ultracold Fermi gases, Int. School of Physics Enrico Fermi, 2006 Varenna, IOS Press 2007
- Herausgeber mit T. W. Hänsch Frontiers in Laser spectroscopy, Int. School of Physics Enrico Fermi, Varenna 1992, Elsevier 1994
- Herausgeber mit Wolfgang Demtröder Applied Laser spectroscopy, NATO Advanced Study Institute, Plenum Press 1990
- Herausgeber mit T. W. Hänsch, G. Bassani Hydrogen atom (Symposium Pisa 1988), Springer Verlag 1989
- Herausgeber mit Kenneth Button, F. Strumia Optically pumped far infrared lasers, Plenum Press 1984
- Herausgeber mit Richard Wallenstein Solid state lasers: new developments and applications, Plenum Press 1993